# 泉町 (いわき市)
泉町（いずみまち）は、福島県いわき市の大字である。郵便番号は971-8185。

## 地理
いわき市南東部の小名浜地区に属する。北で渡辺町田部、渡辺町洞、泉玉露、泉町滝尻、東で泉滝尻、泉町滝尻、南で泉町下川、泉もえぎ台、泉町黒須野、西で添野町とそれぞれ隣接する。概ね町村制施行以前の菊多郡泉村の流れを汲む地域である。二級水系藤原川支流である釜戸川とその右岸支流の流域を範囲とする。西側の丘陵地は谷あいの平地に水田が広がる。釜戸川左岸部の平地は泉駅前の住宅地として発展しており、土地区画整理事業に伴い、周辺の大字より編入された地区である。小名浜岡小名内に所在するいわき東警察署及び小名浜に所在する小名浜消防署がそれぞれ管轄にあたる。

### 主な字
字
- 鳥替内
- 下

- 小山
- 横山

- 堀ノ内

字の表記が無い地区
- 一～七丁目

### 河川
- 釜戸川（二級水系藤原川水系

## 歴史
- 1879年1月27日 - 泉藩領泉村が福島県内における郡区町村制の施行により菊多郡の村となる[4]。
- 1889年4月1日 - 町村制の施行により泉村が玉露村、黒須野村、本谷村、滝尻村、下川村と合併し、菊多郡泉村が新たに発足する。旧泉村域は泉村の大字となる[4]。
- 1896年4月1日 - 菊多郡と周辺郡との合併により石城郡が発足し、石城郡泉村となる[4]。
- 1953年4月1日 - 泉村が町制施行し、泉町の大字となる[4]。
- 1954年3月31日 - 泉町が小名浜町、渡辺村、江名町と合併、磐城市が新たに発足し、磐城市の大字となる[4]。
- 1966年10月1日 - 磐城市が平市・常磐市・内郷市・勿来市、石城郡小川町・遠野町・四倉町・川前村・田人村・好間村・三和村、双葉郡久之浜町・大久村と合併しいわき市となり、いわき市小名浜地区の大字となる[4]。
- 1984年 - 泉第一土地区画整理事業に伴い、泉町滝尻の一部が編入される[4][5]。
- 1986年 - 泉第二土地区画整理事業に伴い、泉町滝尻の一部が編入される[4][5]。
- 1989年 - 泉玉露土地区画整理事業に伴い、一部が周辺の他大字の区域と共に泉玉露として分離新設される[4][5]。
- 1999年 - いわきタウンズヴィルの造成に伴い、当該区域が葉山として分離新設される[4]。
- 2008年 - 泉西部土地区画整理事業に伴い、周辺の大字と併せ一部が泉もえぎ台として分離新設される[4]。
- 2022年2月26日 - 泉第三土地区画整理事業に伴い、泉町滝尻の一部が編入される[6]

## 世帯数と人口
2023年10月31日現在の世帯数と人口は以下の通りである。
| 大字 | 世帯数   | 人口   |
| ---- | -------- | ------ |
| 泉町 | 1657世帯 | 3553人 |

## 小・中学校の学区
市立小・中学校に通う場合、学区は以下の通りとなる。
| 番地 | 小学校             | 中学校             |
| ---- | ------------------ | ------------------ |
| 全域 | いわき市立泉小学校 | いわき市立泉中学校 |

## 交通

### 道路
- 福島県道20号いわき上三坂小野線（旧国道6号）
- 福島県道240号釜戸小名浜線

## 施設
- 福島県企業局 いわき事業所
- 泉市民サービスセンター
- 泉浄水場
- いわき市立泉小学校
- いわき秀英小学校・中学校・高等学校
- いわきコンピュータカレッジ
- 泉郵便局
- ツルハドラッグ いわき泉店
- ダイソー いわき泉店
- カワチ薬品 泉店
- ホテルルートイン いわき泉駅前
- ベスト電器 泉店
- JGMセベバレステロスゴルフクラブ
- 諏訪八幡神社
- 鹿島神社